# Arrancy
Arrancy es una comuna francesa, situada en el departamento de Aisne, de la región de Alta Francia.

## Demografía
| 58 | 66 | 56 | 53 | 42 | 50 | 48 | 53 |
| Para los censos de 1962 a 1999 la población legal corresponde a la población sin duplicidades (Fuente: INSEE [Consultar]) |    |    |    |    |    |    |    |